# Лука Сињорели
Лука Сињорели (итал. Luca Signorelli; 1445 – 1523) био је ренесансни сликар. Рођен и умро у Кортони, тадашња Република Фиренца. Верује се да је био ученик Пјера дела Франческе. Најпознатије фреске су му Мојсијево завештање у Сикстинској капели у Риму, Крај света и Страшни суд у катедрали у Орвијету. Његов стил одликује живи покрет, драматичност сцена са много мишићавих нагих тела.